# درز بين عظمي الأنف
الدرز بين عظمي الأنف أو الدرز بين المنخرين (بالإنجليزية: Internasal suture)‏ هو الدرز الذي يَربِط بين عظام الأنف.